# Ruth Kronsteiner
Ruth Kronsteiner (* 1959) ist eine österreichische Psychologin und Psychotherapeutin.

## Ausbildung
Kronsteiner studierte nach ihrer Matura Ethnologie (Kultur- und Sozialanthropologie), Orientalistik und Psychologie an der Universität Wien. Sie schloss ihre universitäre Ausbildung mit dem Doktorat bzw. dem universitären Grad Dr.in phil. ab.

## Berufliches
Sie ist auf das Fach Ethnopsychologie spezialisiert und hat dazu Fachbücher und zahlreiche Fachartikel publiziert.
Schwerpunkte ihrer Tätigkeit als Psychotherapeutin sind Psychoanalyse und systemische Familientherapie. Kronsteiner lehrt an der Sigmund Freud Privatuniversität Wien und an der Fachhochschule Oberösterreich. Weiters war sie auch Lektorin an der Universität Innsbruck.
Ein weiterer Schwerpunkt ihrer Arbeit liegt bei der psychischen Situation von Geflüchteten.

## Werke
- Ruth Kronsteiner. Ethnologie in der Psychotherapie: Migration und Kultur in ethno-therapeutischen Beziehungen mit Aufnehmenden und Zugewanderten. 2001, Hochschulschrift
- Ruth Kronsteiner. Kultur und Migration in der Psychotherapie: ethnologische Aspekte in psychoanalytischer und systemischer Therapie. Frankfurt am Main. 2003
- Birlikte Öğrenelim (Herausgeberin).  Frauen im Fremdland. Ruth Kronsteiner: Bildungsarbeit, Beratung und Psychotherapie mit Migrantinnen. Wien.1995
- Krieg und Folter im Asylverfahren. Ruth Kronsteiner et al. Eine psychotherapeutische und juristische Studie. 2013
- Ruth Kronsteiner. Innere Bilder des Grauens betrachten, betrauern und verändern – Psychotherapie mit einem extremtraumatisierten Mann. in Siroos Mirzaei, Martin Schenk (Hg.). Abbilder der Folter. 2013